# Бучмы
Бучмы (укр. Бучми) — село в Добросинско-Магеровской сельской общине Львовского района Львовской области Украины.
Население по переписи 2001 года составляло 336 человек. Занимает площадь 6,35 км². Почтовый индекс — 80333. Телефонный код — 3252.